# کارل-یوآخیم هورتر
کارل-یوآخیم هورتر (آلمانی: Karl-Joachim Hürter؛ زادهٔ ۲۱ اکتبر ۱۹۶۰) بازیکن هاکی روی چمن اهل آلمان است.